# 黑尔沙伊德
黑尔沙伊德是德国北莱茵-威斯特法伦州的一个市镇。总面积58.93平方公里，总人口7143人，其中男性3522人，女性3621人（2011年12月31日），人口密度121人/平方公里。